# Nikos Spiropoulos
Nikos Spiropoulos (Atenas, Grecia, 10 de octubre de 1983) es un exfutbolista griego. Jugaba de defensa.

## Biografía
Spiropoulos, que juega de lateral izquierdo, empezó su carrera profesional en el PAS Giannina. Con este equipo consigue el ascenso a la Super Liga de Grecia, pero al año siguiente el equipo vuelve a descender.
En 2004 ficha por el Panionios NFC. En esta etapa Spiropoulos fue suspendido por tomar sustancias prohibidas.
En enero de 2008 se marcha a jugar al Panathinaikos FC, club que desembolsó 2 millones de euros para poder ficharle. Fue uno de los traspasos más caros de la historia entre dos equipos griegos.

## Selección nacional
Ha sido internacional con la Selección de fútbol de Grecia en 35 ocasiones. Su debut como internacional se produjo el 17 de noviembre de 2007 en un partido contra Malta.
Fue convocado para participar en la Eurocopa de Austria y Suiza de 2008, donde disputó un partido frente a España. 

### Participaciones en Copas del Mundo
| Mundial                        | Sede      | Resultado    |
| ------------------------------ | --------- | ------------ |
| Copa Mundial de Fútbol de 2010 | Sudáfrica | Primera fase |

## Clubes
| Club             | País   | Año       |
| ---------------- | ------ | --------- |
| PAS Giannina     | Grecia | 2001-2004 |
| Panionios NFC    | Grecia | 2004-2008 |
| Panathinaikos FC | Grecia | 2008-2013 |
| Chievo Verona    | Italia | 2013      |
| PAOK             | Grecia | 2013-2015 |